# Эндрюс, Кит (футболист)
Кит Джо́зеф Э́ндрюс (англ. Keith Joseph Andrews; род. 13 сентября 1980, Дублин) — ирландский футболист и футбольный тренер. Участник чемпионата Европы 2012. В настоящее время является главным тренером английского клуба «Брентфорд».

## Клубная карьера
Кит Эндрюс — воспитанник клуба «Вулверхэмптон Уондерерс». За «волков» дебютировал 18 марта 2000 года в матче Чемпионшипа против «Суиндон Таун». В сезоне 2003/2004 ирландец впервые сыграл в Премьер-лиге: 29 ноября 2003 года он вышел в стартовом составе на матч против «Ньюкасла» и провёл на поле все 90 минут. Полузащитник играл за «Вулверхэмптон» до лета 2005 года с перерывами на краткосрочные выступления на правах аренды за клубы «Оксфорд Юнайтед», «Сток Сити» и «Уолсолл».
Следующим клубом в карьере Кита Эндрюса стал «Халл Сити», выступавший в то время в чемпионшипе. В составе «тигров» полузащитник отыграл сезон 2005/2006 и в начале следующего сезона оказался в команде второй лиги «Милтон-Кинс Донс», за которую выступал на протяжении следующих двух сезонов. По итогам сезона 2007/2008 «донз» выиграли чемпионат второй лиги, а Эндрюс в августе 2008 года перешёл в клуб премьер-лиги «Блэкберн Роверс».
30 августа 2008 года Кит Эндрюс впервые сыграл за «Блэкберн», заменив в перерыве матча 3-го тура чемпионата с «Вест Хэмом» Винса Греллу. 1 ноября 2008 года Эндрюс забил первый для себя гол в премьер-лиге, поразив ворота «Вест Бромвича». Ирландский полузащитник выступал за «Роверс» до конца 2011 года, когда, вернувшись из аренды в «Ипсвиче», заключил контракт с «Вест Бромвичем» до окончания сезона 2011/2012. В сезоне 2012/13 Кит Эндрюс выступает в чемпионшипе за «Болтон».

## Карьера в сборной
Кит Эндрюс выступал за юношескую сборную Ирландии в возрасте до 16 лет. В 1996 году полузащитник в составе этой команды участвовал в отборочном турнире к чемпионату Европы.
В сборной Ирландии Эндрюс дебютировал 19 ноября 2008 года в товарищеском матче со сборной Польши, проигранном ирландцами со счётом 2:3. Полузащитник заменил на поле Даррона Гибсона на 73-й минуте встречи и забил гол на первой компенсированной минуте, установив окончательный счёт матча.
В дальнейшем Эндрюс играл за сборную в матчах отборочных турниров к чемпионату мира 2010 (8 матчей) и чемпионату Европы 2012 (7 матчей, 1 гол в первом стыковом матче против сборной Эстонии), а также в кубке наций 2011 (2 матча).
Летом 2012 года Кит Эндрюс попал в заявку сборной Ирландии для участия в чемпионате Европы. Полузащитник дебютировал на турнире в матче 1-го тура группового этапа против сборной Хорватии, провёл на поле весь матч и получил жёлтую карточку. Эндрюс выходил на поле в стартовом составе и в двух других играх сборной Ирландии на турнире. В матче с Испанией он также отыграл 90 минут, а в игре против сборной Италии был удалён с поля, получив второе предупреждение на 89-й минуте.

## Статистика
| Матчи Кита Эндрюса за сборную Ирландии | Матчи Кита Эндрюса за сборную Ирландии | Матчи Кита Эндрюса за сборную Ирландии | Матчи Кита Эндрюса за сборную Ирландии | Матчи Кита Эндрюса за сборную Ирландии | Матчи Кита Эндрюса за сборную Ирландии | Матчи Кита Эндрюса за сборную Ирландии |
| -------------------------------------- | -------------------------------------- | -------------------------------------- | -------------------------------------- | -------------------------------------- | -------------------------------------- | -------------------------------------- |
| №                                      | Дата                                   | Оппонент                               | Счёт                                   | Голы Эндрюса                           | Соревнование                           |                                        |
| 1                                      | 19 ноября 2008                         | Польша                                 | 2:3                                    | 1                                      | Товарищеский матч                      |                                        |
| 2                                      | 11 февраля 2009                        | Грузия                                 | 2:1                                    | -                                      | Отборочный матч ЧМ—2010                |                                        |
| 3                                      | 28 марта 2009                          | Болгария                               | 1-1                                    | -                                      | Отборочный матч ЧМ—2010                |                                        |
| 4                                      | 1 апреля 2009                          | Италия                                 | 1:1                                    | -                                      | Отборочный матч ЧМ—2010                |                                        |
| 5                                      | 29 мая 2009                            | Нигерия                                | 1:1                                    | -                                      | Товарищеский матч                      |                                        |
| 6                                      | 6 июня 2009                            | Болгария                               | 1:1                                    | -                                      | Отборочный матч ЧМ—2010                |                                        |
| 7                                      | 12 августа 2009                        | Австралия                              | 0:3                                    | -                                      | Товарищеский матч                      |                                        |
| 8                                      | 5 сентября 2009                        | Кипр                                   | 1:2                                    | -                                      | Отборочный матч ЧМ—2010                |                                        |
| 9                                      | 8 сентября 2009                        | ЮАР                                    | 1:0                                    | -                                      | Товарищеский матч                      |                                        |
| 10                                     | 10 октября 2009                        | Италия                                 | 2:2                                    | -                                      | Отборочный матч ЧМ—2010                |                                        |
| 11                                     | 14 ноября 2009                         | Франция                                | 0:1                                    | -                                      | Отборочный матч ЧМ—2010                |                                        |
| 12                                     | 18 ноября 2009                         | Франция                                | 1:1                                    | -                                      | Отборочный матч ЧМ—2010                |                                        |
| 13                                     | 2 марта 2010                           | Бразилия                               | 0:2                                    | -                                      | Товарищеский матч                      |                                        |
| 14                                     | 25 мая 2010                            | Парагвай                               | 2:1                                    | -                                      | Товарищеский матч                      |                                        |
| 15                                     | 28 мая 2010                            | Алжир                                  | 3:0                                    | -                                      | Товарищеский матч                      |                                        |
| 16                                     | 11 августа 2010                        | Аргентина                              | 0:1                                    | -                                      | Товарищеский матч                      |                                        |
| 17                                     | 24 мая 2011                            | Северная Ирландия                      | 5:0                                    | -                                      | Кубок наций 2011                       |                                        |
| 18                                     | 29 мая 2011                            | Шотландия                              | 1:0                                    | -                                      | Кубок наций 2011                       |                                        |
| 19                                     | 4 июня 2011                            | Македония                              | 2:0                                    | -                                      | Отборочный матч ЧЕ—2012                |                                        |
| 20                                     | 7 июня 2011                            | Италия                                 | 2:0                                    | 1                                      | Товарищеский матч                      |                                        |
| 21                                     | 2 сентября 2011                        | Словакия                               | 0:0                                    | -                                      | Отборочный матч ЧЕ—2012                |                                        |
| 22                                     | 6 сентября 2011                        | Россия                                 | 0:0                                    | -                                      | Отборочный матч ЧЕ—2012                |                                        |
| 23                                     | 7 октября 2011                         | Андорра                                | 2:0                                    | -                                      | Отборочный матч ЧЕ—2012                |                                        |
| 24                                     | 11 октября 2011                        | Армения                                | 2:1                                    | -                                      | Отборочный матч ЧЕ—2012                |                                        |
| 25                                     | 11 ноября 2011                         | Эстония                                | 4:0                                    | 1                                      | Отборочный матч ЧЕ—2012                |                                        |
| 26                                     | 15 ноября 2011                         | Эстония                                | 1:1                                    | -                                      | Отборочный матч ЧЕ—2012                |                                        |
| 27                                     | 29 февраля 2012                        | Чехия                                  | 1:1                                    | -                                      | Товарищеский матч                      |                                        |
| 28                                     | 26 мая 2012                            | Босния и Герцеговина                   | 1:0                                    | -                                      | Товарищеский матч                      |                                        |
| 29                                     | 4 июня 2012                            | Венгрия                                | 0:0                                    | -                                      | Товарищеский матч                      |                                        |
| 30                                     | 10 июня 2012                           | Хорватия                               | 1:3                                    | -                                      | ЧЕ—2012                                |                                        |
| 31                                     | 14 июня 2012                           | Испания                                | 0:4                                    | -                                      | ЧЕ—2012                                |                                        |
| 32                                     | 18 июня 2012                           | Италия                                 | 0:2                                    | -                                      | ЧЕ—2012                                |                                        |
| 33                                     | 12 октября 2012                        | Германия                               | 1:6                                    | -                                      | Отборочный матч ЧМ—2014                |                                        |
| 34                                     | 16 октября 2012                        | Фарерские острова                      | 4:1                                    | -                                      | Отборочный матч ЧМ—2014                |                                        |
| 35                                     | 14 ноября 2012                         | Греция                                 | 0:1                                    | -                                      | Товарищеский матч                      |                                        |

## Достижения
- Обладатель Кубка наций: 2011